# Tito Montaño
Tito Rolando Montaño (Cochabamba, 11 september 1963) is een voormalig Boliviaans voetballer, die speelde als verdediger. Hij beëindigde zijn actieve loopbaan in 1999 bij de Boliviaanse club Club Jorge Wilstermann. Montaño stapte later het trainersvak in en werd eind januari 2014 beëdigd als minister van sport onder president Evo Morales.

## Clubcarrière
Montaño begon zijn professionele loopbaan in 1983 bij Club Aurora en kwam daarnaast uit voor The Strongest, Club Jorge Wilstermann en Club Bolívar. Met die laatste club won hij eenmaal de Boliviaanse landstitel: 1991.

## Interlandcarrière
Montaño speelde in totaal twee officiële interlands voor Bolivia, beide in 1989. Onder leiding van de Argentijnse bondscoach Jorge Habegger maakte hij zijn debuut op 10 september 1989 in de WK-kwalificatiewedstrijd in en tegen Peru (1-2), net als verdediger Luis Cristaldo (Oriente Petrolero). Zijn tweede en laatste interland volgde een week later, toen Bolivia in Montevideo met 2-0 verloor van Uruguay door treffers van Rubén Sosa en Enzo Francescoli. Montaño moest in die wedstrijd na één speelhelft plaatsmaken voor de later met rood weggestuurde Erwin Sánchez.

## Trainerscarrière
Na zijn pensioen als voetballer was Montaño korte tijd coach van Club Aurora. In 2000 leidde hij als interim-coach Club Jorge Wilstermann naar de landstitel.

## Erelijst

### Als speler
Club Bolívar
- Liga de Boliviano

1991

### Als trainer
Club Jorge Wilstermann
- Liga de Boliviano

2000